# Letní olympijské hry 1976

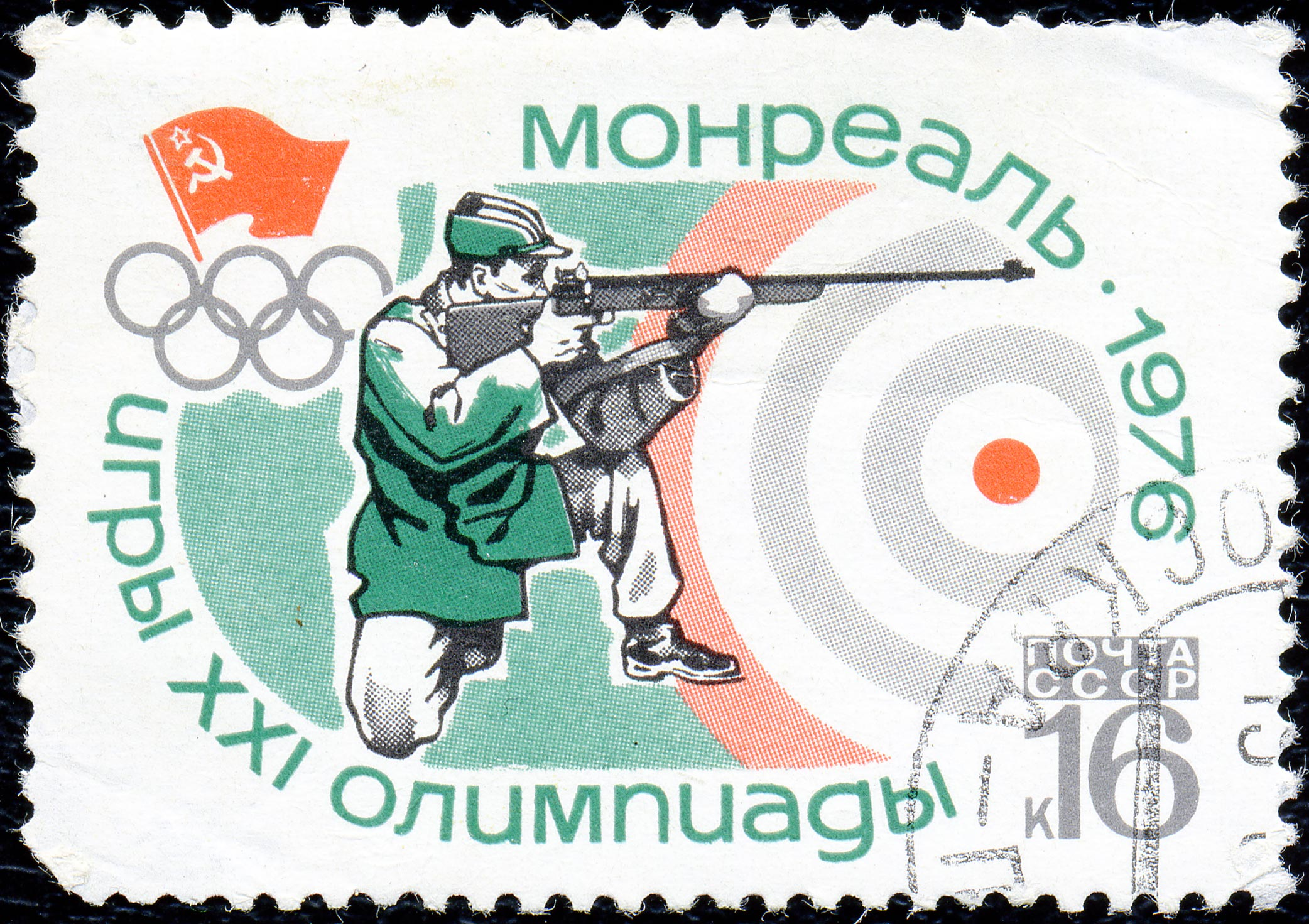
Sovětská poštovní známka s motivem her

XXI. letní olympijské hry se uskutečnily ve dnech 17. července až 1. srpna 1976 v kanadském Montréalu. Her se zúčastnilo 6106 sportovců z 92 zemí. Československo reprezentovalo 167 sportovců, z toho 39 žen. V celkovém hodnocení se československá výprava s osmi medailemi umístila na 17. místě.

## Volba pořadatele
O tom, které město uspořádá olympijské hry v roce 1976, bylo rozhodnuto 15. května 1970 na zasedání Mezinárodního olympijského výboru v Amsterodamu.
| Město       | Země          | 1. kolo | 2. kolo |
| Montreal    | Kanada        | 25      | 41      |
| Moskva      | SSSR          | 28      | 28      |
| Los Angeles | Spojené státy | 17      | -       |

## Bojkot
Hry byly na protest proti rostoucí rasové nenávisti bojkotovány většinou afrických zemí. Záminkou byla účast novozélandských ragbistů na soutěžích v tehdy rasistické Jihoafrické republice, jejíž olympijský výbor byl vyloučen z MOV roku 1970. Bojkot iniciovaly takzvané frontové státy.

## Sporty
- Atletika
- Basketbal
- Box
- Cyklistika
- Fotbal
- Sportovní gymnastika
- Házená
- Jachtink
- Jezdectví
- Judo
- Kanoistika
- Lukostřelba
- Moderní pětiboj
- Plavání
- Pozemní hokej
- Skoky do vody
- Sportovní střelba
- Šerm
- Veslování
- Vodní pólo
- Odbíjená
- Vzpírání
- Zápas

## Počet medailí podle údajů mezinárodního olympijského výboru
| Pořadí | Země                                 | Zlato | Stříbro | Bronz | Celkem |
| 1      | Sovětský svaz (URS)                  | 49    | 40      | 34    | 123    |
| 2      | Německá demokratická republika (GDR) | 40    | 25      | 25    | 90     |
| 3      | Spojené státy americké (USA)         | 34    | 35      | 25    | 94     |
| 4      | Západní Německo (FRG)                | 10    | 12      | 17    | 39     |
| 5      | Japonsko (JPN)                       | 9     | 6       | 10    | 25     |
| 6      | Polsko (POL)                         | 7     | 6       | 13    | 26     |
| 7      | Bulharsko (BUL)                      | 6     | 9       | 7     | 22     |
| 8      | Kuba (CUB)                           | 6     | 4       | 3     | 13     |
| 9      | Rumunsko (ROU)                       | 4     | 9       | 14    | 27     |
| 10     | Maďarsko (HUN)                       | 4     | 5       | 13    | 22     |
| 11     | Finsko (FIN)                         | 4     | 2       | 0     | 6      |
| 12     | Švédsko (SWE)                        | 4     | 1       | 0     | 5      |
| 13     | Velká Británie (GBR)                 | 3     | 5       | 5     | 13     |
| 14     | Itálie (ITA)                         | 2     | 7       | 4     | 13     |
| 15     | Francie (FRA)                        | 2     | 3       | 4     | 9      |
| 16     | Jugoslávie (YUG)                     | 2     | 3       | 3     | 8      |
| 17     | Československo (TCH)                 | 2     | 2       | 4     | 8      |
| 18     | Nový Zéland (NZL)                    | 2     | 1       | 1     | 4      |
| 19     | Jižní Korea (KOR)                    | 1     | 1       | 4     | 6      |
| 20     | Švýcarsko (SUI)                      | 1     | 1       | 2     | 4      |
| 21     | Jamajka (JAM)                        | 1     | 1       | 0     | 2      |
| 21     | Severní Korea (PRK)                  | 1     | 1       | 0     | 2      |
| 21     | Norsko (NOR)                         | 1     | 1       | 0     | 2      |
| 24     | Dánsko (DEN)                         | 1     | 0       | 2     | 3      |
| 25     | Mexiko (MEX)                         | 1     | 0       | 1     | 2      |
| 26     | Trinidad a Tobago (TRI)              | 1     | 0       | 0     | 1      |
| 27     | Kanada (CAN)                         | 0     | 5       | 6     | 11     |
| 28     | Belgie (BEL)                         | 0     | 3       | 3     | 6      |
| 29     | Nizozemsko (NED)                     | 0     | 2       | 3     | 5      |
| 30     | Portugalsko (POR)                    | 0     | 2       | 0     | 2      |
| 30     | Španělsko (ESP)                      | 0     | 2       | 0     | 2      |
| 32     | Austrálie (AUS)                      | 0     | 1       | 4     | 5      |
| 33     | Írán (IRI)                           | 0     | 1       | 1     | 2      |
| 34     | Mongolsko (MGL)                      | 0     | 1       | 0     | 1      |
| 34     | Venezuela (VEN)                      | 0     | 1       | 0     | 1      |
| 36     | Brazílie (BRA)                       | 0     | 0       | 2     | 2      |
| 37     | Rakousko (AUT)                       | 0     | 0       | 1     | 1      |
| 37     | Bermudy (BER)                        | 0     | 0       | 1     | 1      |
| 37     | Pákistán (PAK)                       | 0     | 0       | 1     | 1      |
| 37     | Portoriko (PUR)                      | 0     | 0       | 1     | 1      |
| 37     | Thajsko (THA)                        | 0     | 0       | 1     | 1      |
| Celkem | Celkem                               | 198   | 199     | 216   | 613    |

## Účastnické země
Her se zúčastnilo celkem 92 zemí, z toho se tři účastnily letních olympijských her poprvé: Andorra, Antigua a Barbuda a Kajmanské ostrovy.
Čísla v závorkách udávají počty sportovců zastupujících zemi.

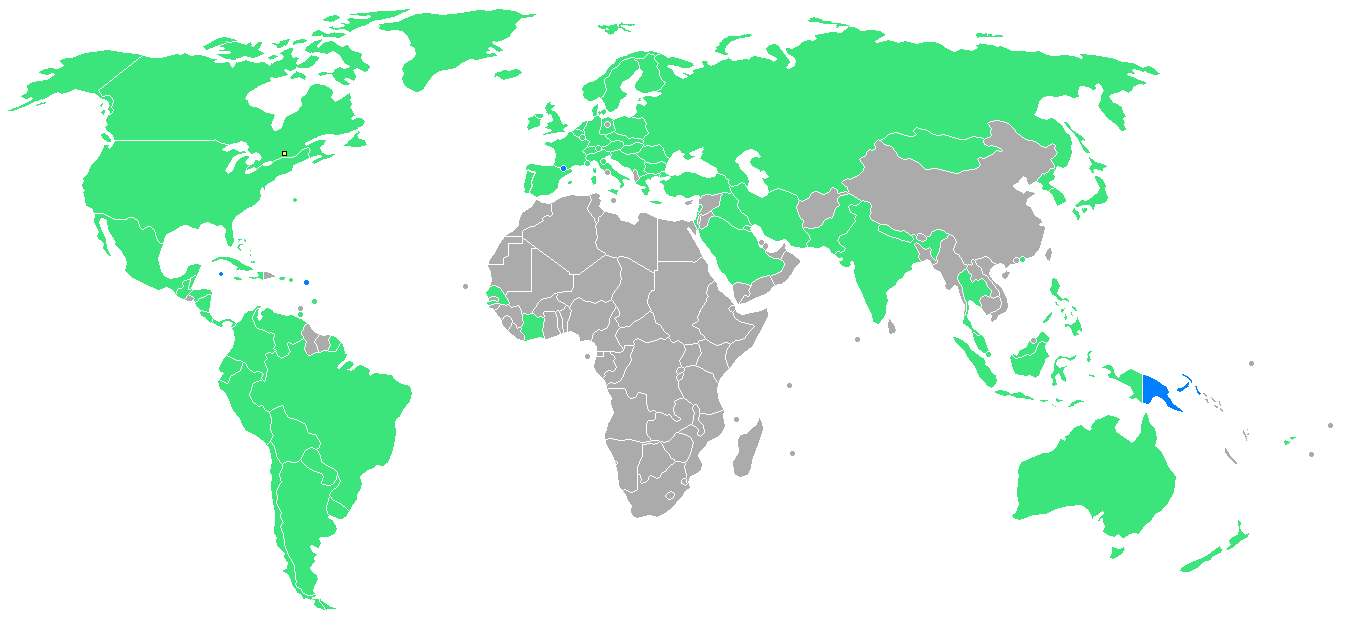
Účastnické země
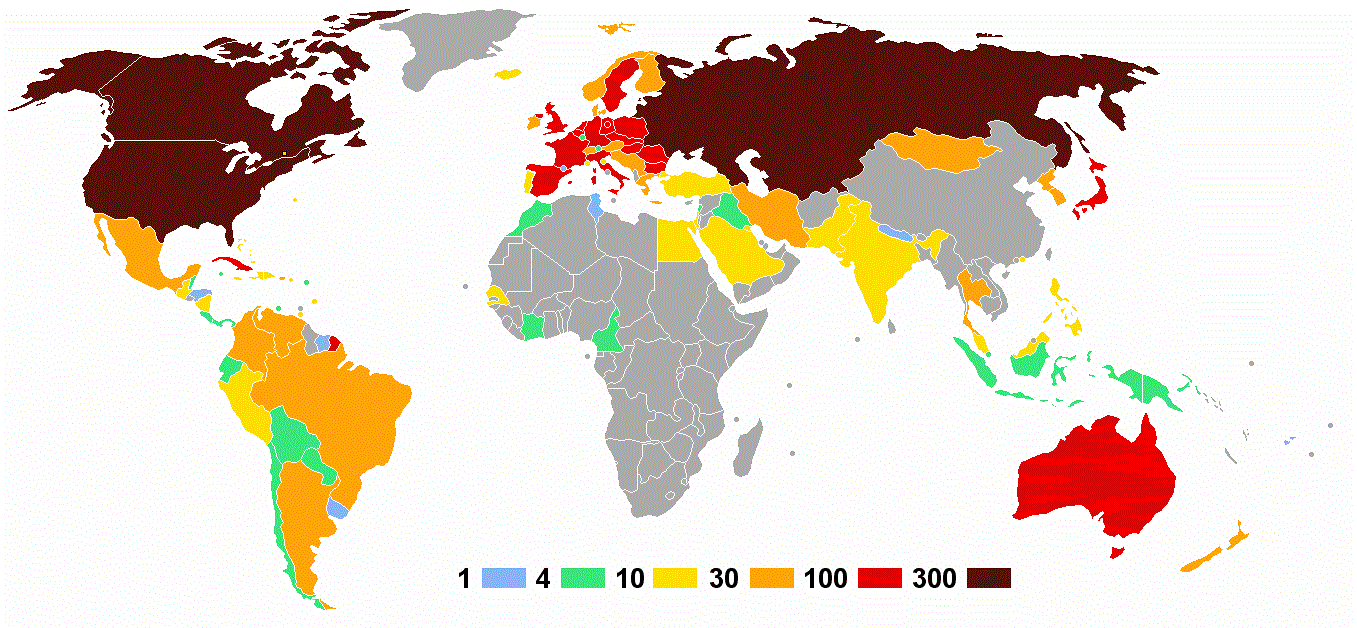
Počet sportovců zastupujících jednotlivé země

| - Americké Panenské ostrovy (18) - Andorra (3) - Angola (13) - Antigua a Barbuda (9) - Argentina (70) - Austrálie (182) - Bahamy (10) - Barbados (10) - Belgie (106) - Belize (4) - Bermudy (22) - Bolívie (4) - Botswana (7) - Brazílie (81) - Bulharsko (160) - Československo (150) - Dánsko (69) - Dominikánská republika (11) - Ekvádor (5) - Egypt (29)1 - Fidži (2) - Filipíny (13) - Finsko (89) - Francie (213) - Guatemala (29) - Haiti (12) - Honduras (3) - Hongkong (25) - Chile (7) - Island (14) - Indie (26) - Indonésie (7) - Irsko (46) - Izrael (26) |  | - Írán (84) - Itálie (221) - Jamajka (20) - Japonsko (215) - Jižní Korea (50) - Jugoslávie (90) - Kajmanské ostrovy (4) - Kamerun (4)1 - Kanada (391) - Kolumbie (34) - Kostarika (5) - Kuba (150) - Kuvajt (14) - Libanon (4) - Lichtenštejnsko (6) - Lucembursko (8) - Maďarsko (183) - Malajsie (23) - Mexiko (99) - Monako (10) - Mongolsko (33) - Maroko (9)1 - Nepál (1) - Německá demokratická republika (274) - Nizozemsko (103) - Nizozemské Antily (4) - Nikaragua (14) - Norsko (68) - Nový Zéland (84) - Pákistán (24) - Panama (8) - Papua Nová Guinea (5) |  | - Paraguay (6) - Peru (13) - Pobřeží slonoviny (8) - Polsko (224) - Portugalsko (19) - Portoriko (81) - Rakousko (60) - Rumunsko (157) - Řecko (37) - San Marino (10) - Saúdská Arábie (19) - Senegal (23) - Seychely (11) - Severní Korea (41) - Singapur (4) - Sovětský svaz (412) - Spojené státy americké (403) - Surinam (3) - Španělsko (115) - Švédsko (122) - Švýcarsko (54) - Thajsko (43) - Trinidad a Tobago (12) - Tunisko (17)1 - Turecko (27) - Uruguay (9) - Velká Británie (249) - Venezuela (31) - Západní Německo (289) |

1 Sportovci z Kamerunu, Egypta, Maroka a Tuniska se her zúčastnili pouze od 18. do 20. července, dokud se nepřidali k bojkotu, kterého se účastnilo celkem 28 zemí. Ty se nezúčastnily na protest proti tomu, že Novozélandská ragbyová reprezentace souhlasila před olympijskými hrami s přípravným zápasem proti JAR, která byla dlouhodobě z her vyloučena kvůli apartheidu.